# Griu d'Artesa de Lleida
El Griu d'Artesa de Lleida és una bèstia festiva i popular vinculada al poble d'Artesa de Lleida. Representa un griu, un animal mitològic medieval amb cap i ales d'àliga i cos de lleó.
La figura, feta de fibra de vidre amb reactiu ignífug, té dotze punts de foc i disposa de potes d'alumini amagades per unes faldilles que també oculten els dos portadors, és obra de l'escultora Dolors Sans. El bateig del Griu va tenir lloc el dia 8 de juliol de 2006 en el marc de la festa major i es va fer una representació de foc amb altre bestiari de diferents poblacions catalanes.